# Власов, Александр Анатольевич (велогонщик)
Александр Анатольевич Власов (род. 23 апреля 1996, Выборг, Ленинградская область) — российский шоссейный велогонщик. Мастер спорта России на треке и на шоссе

## Карьера
Занимается велоспортом с 7 лет. Воспитанник велоклуба «Фаворит», город Выборг. С 2010 года — член сборной Ленинградской области по велоспорту. С 2014 года входил в состав юниорской сборной России по велоспорту на шоссе. Неоднократный победитель и призер Первенств России на шоссе и на треке. Призёр единственной не кольцевой шоссейной велогонки на 100 километров «Приморская сотка» (Выборг). В 2015 году подписал профессиональный контракт с итальянской командой Viris Maserati-Sisal-Matchpoint. В 2018—2019 годах выступал за команду «Gazprom-RusVelo». Закончил московский университет физической культуры.
В июне 2018 года стал победителем в генеральной классификации андеровской версии Джиро д’Италия (иначе Girobio или Baby Giro). Власов перехватил розовую майку лидера генеральной классификации только перед 2-й частью заключительного 9-го этапа многодневки и удержал ее на финише. Вот что об этой победе сказал генеральный менеджер «Gazprom-RusVelo» Ренат Хамидулин:
Разработали такой план подготовки, чтобы подойти в хорошей форме к решающим этапам. Поэтому начало предсказуемо было тяжеленькое, а жесткая связка ключевых этапов — все это было впереди, и нужно было пройти их на пике формы. Власов прибавлял с каждым этапом. Гонка была очень тяжелая... Тяжелые этапы, большие перепады высот, легендарные вершины... Власов — классического вида многодневщик, который прекрасно едет в длинные горы. Думаю, его ждет большое будущее.
В августе 2020 года Александр Власов одержал победу на однодневной велогонке Мон-Ванту Челлендж (Mont Ventoux Dénivelé Challenge) во Франции. Он атаковал за 4 км до финиша после слаженной командой работы в течение всего дня и, обойдя гонщиков из отрыва, смог финишировать сольно на Мон-Ванту, одной из самых престижных вершин в велоспорте.
В 2021 году спортсмен выиграл индивидуальную гонку на чемпионате России по велоспорту на шоссе в Пензе. 40 километров он проехал за 57 минут 48 секунд.
В 2022 году занял пятое место в генеральной классификации Тур де Франс. Выиграл третий этап Вуэльты Валенсии и также генеральную классификацию. Выиграл пятый этап Тура Романдии и также генеральную классификацию. Выиграл пятый этап Тура Швейцарии. 
В 2023 году занял седьмое место в генеральной классификации Вуэльты Испании.
В 2024 году выиграл седьмой этап многодневки Париж — Ницца и занял пятое место в генеральной классификации.

## Достижения
2014
Гран-при Генерала Паттона
Генеральная классификация
2-й этап
7-й Trofeo der Gemeinde Gersheim
9-й Велогонка Мира Юниоры
2015
3-й Coppa della Pace
5-й Trofeo Sportivi di Briga - Briga Novarese
6-й Memorial Ippolito Matricardi
9-й Чемпионат России — групповая гонка U23
2016
6-й Гран-при Каподарко
6-й Чемпионат России — групповая гонка U23
9-й Giro del Medio Brenta
9-й Milano - Busseto
2017
Piccolo Giro dell'Emilia - Casalecchio
Gp Ciclistico di Arcade
2-й Coppa Cicogna
3-й Trofeo Tosco-Umbro - Lippiano
3-й Trofeo Almar
3-й Trofeo Mario Zanchi
4-й Gran Premio di Poggiana
4-й GP Citta di Felino
6-й Piccola Sanremo
7-й Trofeo GS Gavardo Tecmor
7-й Bassano - Monte Grappa
9-й Trofeo Città di San Vendemiano
9-й Джиро Вале д`Аоста
2018
Джиро д’Италия U23
2-й Toscana Coppa delle Nazioni
2-й в Генеральной классификации
1-й в Горной классификации
2-й этап
3-й Тур Сибиу
4-й Тур де л’Авенир
6-й Giro del Belvedere
2019
 Чемпион России — групповая гонка
2-й Тур Алматы
Тур Словении
3-й в Генеральной классификации
1-й в Горной классификации
3-й Вуэльта Астурии
4-й Джиро ди Сицилия
5-й Тур Австрии
5-й в Генеральной классификации
6-й этап
8-й Вуэльта Андалусии 
8-й Международная неделя Коппи и Бартали
9-й Кубок Уго Агостони
10-й Тур Альп
2020
Джиро дель Эмилия
Мон-Ванту Челлендж
Тур Прованса
2-й в Генеральной классификации
1-й в Молодёжной классификации
2-й этап
Тиррено — Адриатико
5-й в Генеральной классификации
1-й в Молодёжной классификации
2021
 Чемпион России — индивидуальная гонка
Париж — Ницца
2-й в Генеральной классификации
1-й в Молодёжной классификации
3-й Тур Альп
2022
Тур Романдии
1-й в Генеральной классификации
5-й этап (индивидуальная гонка)
Вуэльта Валенсии
1-й в Генеральной классификации
3-й этап
Тур Швейцарии
5-й этап
2-й Гран-при Мигеля Индурайна
Тур Страны Басков 
3-й в Генеральной классификации
3-й Флеш Валонь
2023
Вуэльта Бургоса
2-й в Генеральной классификации
3-й Классика Сан Себастьяна
2024
Тур Романдии
2-й в Генеральной классификации
Вуэльта Валенсии
3-й в Генеральной классификации
Париж — Ницца
5-й в Генеральной классификации
7-й этап

### Гранд-туры
| Гонка           | 2018 | 2019 | 2020 | 2021 | 2022 | 2023 | 2024 |
| --------------- | ---- | ---- | ---- | ---- | ---- | ---- | ---- |
| Джиро д'Италия  | —    | —    | НФ   | 4    | —    | НФ   |      |
| Тур де Франс    | —    | —    | —    | —    | 5    | —    |      |
| Вуэльта Испании | —    | —    | 11   | НФ   | —    | 7    |      |

| —  | Не участвовал  |
| НФ | Не финишировал |

## Рейтинги
| Год                 | 2015  | 2016   | 2017   | 2018  | 2019  | 2020 | 2021 | 2022 | 2023 | 2024 |
| ------------------- | ----- | ------ | ------ | ----- | ----- | ---- | ---- | ---- | ---- | ---- |
| Мировой рейтинг UCI |       | 2065-й | 1779-й | 366-й | 108-й | 12-й | 35-й | 5-й  | 26-й | 26-й |
| Европейский тур UCI | 628-й | 1367-й | 1126-й | 206-й | 89-й  | 10-й | 31-й | 5-й  | 23-й | 21-й |
|                     |       |        |        |       |       |      |      |      |      |      |
| Источник: UCI       |       |        |        |       |       |      |      |      |      |      |